# Ebba Hay

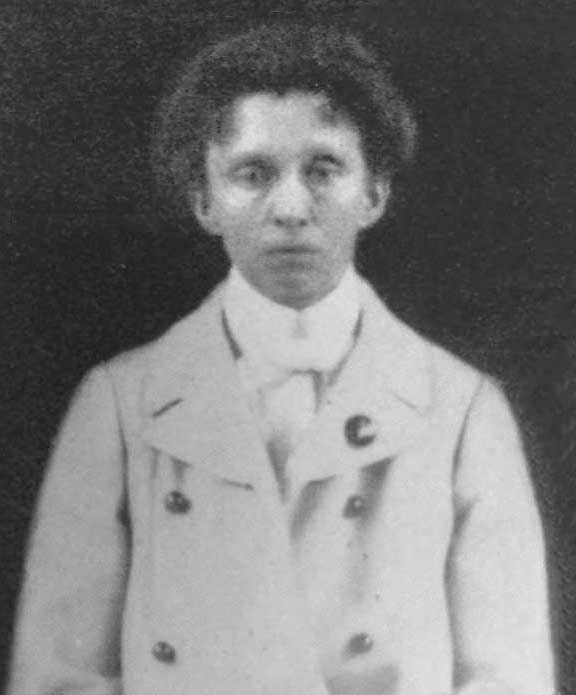
Ebba Hay in den 1910er Jahren

Ebba Hay (* 11. Dezember 1866 in Jönköping; † 26. Mai 1954 ebenda) war eine schwedische Tennisspielerin.

## Leben
Hay war wie fast alle, die am Tenniswettbewerb der Olympischen Sommerspiele 1912 in Stockholm teilnahmen, Mitglied des Kungliga Lawntennisklubben (KLTK). Sie war von allen Tennisspielenden des Jahres die älteste und insgesamt auch die älteste Frau, die in diesem Jahr teilnahm. Als einzige Frau nahm sie nicht am Einzel, sondern nur am Hallen-Mixed teil. Dort unterlag sie mit ihrem Partner Frans Möller zum Auftakt der britischen Paarung aus Mabel Parton und Theodore Mavrogordato.
Auch wenn sie offiziell für den KLTK antrat, war eigentlich der Jönköping Lawn Tennis Klubben ihr Heimatverein. Bei den schwedischen Hallen-Meisterschaften erreichte sie 1904 das Viertelfinale. 1906 unterlag sie erst im Finale Märtha Adlerstråhle. Zwischen 1907 und 1913 wurde sie stets in den Top 3 der schwedischen Tennisspielerinnen notiert.